# Мегрельский язык
Мегре́льский язы́к (самоназвание — მარგალურ ნინა [margalur nina]) — язык мегрелов, один из картвельских языков северо-западной Грузии.
Большинство людей, говорящих на этом языке, живёт в Самегрело (земля мегрелов). Примерное число говорящих — 345 тысяч человек.

## Мегрельская Википедия
Существует раздел Википедии на мегрельском языке («Мегрельская Википедия»). По состоянию на 10:16 (UTC) 16 июля 2025 года раздел содержит 21 837 статей (общее число страниц — 41 169); в нём зарегистрировано 21 549 участников, трое из них имеют статус администратора; 31 участник совершил какие-либо действия за последние 30 дней; общее число правок за время существования раздела составляет 240 425.

## О названии
Варианты названия: мингрельский, иверский, эгерский. Грузинские названия: მეგრული ენა [megruli ena], устар.: odišuri, iveriuli ena. Абхазское название — агыруа бызшәа.

## Ареал и численность
Традиционно распространён в семи районах Западной Грузии (Зугдидском, Цаленджихском, Хобском, Чхороцкуском, Мартвильском, Сенакском, западной части Абашского) и городе Поти, объединяемых в историческую область Мегрелия; а также в приграничных районах Абхазии (Галский и часть Ткварчельского районов, г. Очамчира). Кроме того, мегрельским языком в той или иной степени владеет значительная часть взрослого абхазского населения Очамчирского района. На крайнем востоке Мегрелии, между реками Цхенисцкали и Ногела (восток Абашского и Мартвильского районов), мегрельский язык к началу XX века был полностью вытеснен грузинским.
Точную численность говорящих определить довольно сложно. Около 400 тыс. говорит на мегрельском в Мегрельском крае (оценка на основе данных переписи 2002). Большое количество переселенцев из Мегрелии (до 300—400 тыс.) проживает в других районах Грузии (особенно в городах Тбилиси, Кутаиси, Батуми), однако далеко не все они говорят по-мегрельски.
В Абхазии, по переписи 2003 года, проживало 44 тыс. мегрел и грузин (большая часть из них мегрелоязычна), в том числе в Галском районе 28919 чел. (99 % населения района), в Ткуарчалском — 8155 чел. (55 %). До грузино-абхазской войны их было гораздо больше; так, по переписи 1989 года, «грузин» было 239 872 чел. (45,7 % населения Абхазии) — в основном, потомки поселенцев из других районов Грузии в 1920—1960-х гг. и около трети — мегрелоязычны.
В России, по переписи 2010 года, на мегрельском языке говорило 1529 человек.

## Вопросы классификации
Из других картвельских языков ближе всего к распространённому в Турции лазскому, вместе с которым они образуют занскую группу. Время разделения этих языков можно определить лексикостатистически: они имеют 57 % совпадений в 100-словном базовом списке, что по формуле Сводеша—Старостина соответствует VIII веку до н. э.
Ранее занские языки занимали сплошную полосу земель вдоль восточного берега Чёрного моря, но затем (сложно сказать когда именно, но не позднее начала 2 тыс. н. э.) середину этой территории заселили грузиноязычные выходцы из более восточных районов (возможно, Имеретии), которые ассимилировали местное население и дали начало современным гурийцам и аджарцам.
Иногда, особенно в Грузии, можно услышать мнение, что мегрельский и лазский — диалекты одного языка, однако эта точка зрения не подтверждается ни структурными, ни социолингвистическими критериями (у носителей этих языков отсутствуют взаимопонимание, общий литературный язык, общее этническое самосознание).
По мнению Европейского центра по вопросам меньшинств, среди грузинских лингвистов существует тенденция считать мегрельский язык диалектом грузинского, а не языком. Это нежелание признавать мегрельский языком имеет сильную политическую подоплёку и основывается на опасении, что такое признание может подорвать единство грузин как нации. В таком случае разница между диалектом и языком становится критической, поскольку языки имеют право на защиту в рамках Европейской хартии региональных языков или языков меньшинств, а диалект государственного языка этого права не имеет.

## Письменность и использование языка
Устный мегрельский язык активно используется в Мегрелии (регион на западе Грузии); на мегрельском исполняются многие эстрадные произведения. Язык используется, в основном, как устное средство общения. В качестве основного литературного и письменного языка используется грузинский, которым владеет подавляющее большинство носителей.
Попытки ввести кириллическую письменность для мегрелов предпринимались в 1860-х. Составителем первой мегрельской грамматики был русский педагог Михаил Завадский. В 1899 году в Тифлисе была издана «Мингрельская азбука», использовавшая кириллический алфавит: А а, Б б, В в, Г г, Ҕ ҕ, Д д, Е е, Ж ж, Џ џ, З з, Ӡ ӡ, Һ һ, Ꙋ ꙋ, І і, Ӄ ӄ, K к, Ҡ k, Л л, М м, Н н, О о, Ҧ ҧ, П п, Р р, С с, Ꚋ ꚋ, Т т, У у, Х х, Ц ц, Ҵ ҵ, Ч ч, Ꚓ ꚓ, Ш ш, Ѵ ѵ.
С 1920-х годов стал регулярно использоваться грузинский алфавит с несколькими дополнительными буквами; выходило несколько газет («Казакиши Газети» (ყაზაყიში გაზეთი), «Коммуна», «Самаргалош Чаи», «Наразениш Чаи», «Самаргалош Тутуни»). Их выпуск был прекращён в 1938 году, с тех пор письменность использовалась лишь в частной переписке. Лишь в 1990-е гг. вышло несколько книг на мегрельском (в основном, словари и поэтические сборники).
В Абхазии до 2017 года выходила газета «Гал» («გალი») на абхазском, русском и мегрельском языках.
Современный мегрельский алфавит имеет своей основой грузинское письмо: ა ბ გ დ ე ვ ზ თ ი კ ლ მ ნ ო პ ჟ რ ს ტ უ ფ ქ ღ ყ შ ჩ ც ძ წ ჭ ხ ჯ ჰ ჸ ჷ.

## Диалекты
Выделяется два близких диалекта мегрельского языка:
- сенакский (одишский, восточный; самоназвание — senak’iš), распространённый на востоке Мегрелии (северный бассейн реки Риони) с центром в Сенаки;
- зугдидско-самурзаканский (западный; самоназвание — zugidiš-murzaqaniš), используемый на западе Мегрелии (с центром в Зугдиди) и в Гальском районе Абхазии (исторический Самурзакан); в его составе выделяется джварский говор на севере Мегрелии, вдоль реки Ингури.

Критерии их выделения, в основном, — фонетические и лексические; чёткой границы между диалектами нет. Имеется хорошее взаимопонимание носителей разных диалектов.
Жители Самурзакана происходят от смешения мегрелов и перешедших на мегрельский самурзаканцев — этнической группы абхазов, ещё в сер. XIX века говоривших по-абхазски (в 1926 году 10 % населения Самурзакана ещё говорило по-абхазски).

## История языка
Сванский, грузинский и мегрельский языки происходят от пракартвельского языка. Сванский язык на кавказском высокогорье Ингурского бассейна и вокруг верхней части реки Цхенисцкали и пра-грузинско-мегрельский, вероятнее всего разделились, ок. 2000 года до нашей эры. Грузинский и мегрельский, вероятнее всего, разделились ок. 700 до нашей эры.
В результате многовекового воздействия со стороны грузинского языка обусловленные им структурные изменения затрагивают все уровни языковой структуры мегрельский языка. В фонетике — это укрепление позиции фонемы Q; в морфологии — появление целого ряда алломорфов аффиксальных морфем (напр., e- для пассива); в синтаксисе — развитие сложноподчинённого предложения; в лексике — значительное пополнение словарного состава.

## Лингвистическая характеристика

### Фонетика и фонология
Фонемный состав характеризуется сравнительным богатством консонантизма при умеренном развитии вокализма. Всего здесь 29 согласных фонем, 2 гласно-согласных, 5 гласных и 1 полугласная. Настоящие долгие гласные и истинные дифтонги отсутствуют.
| i ə u е о a |

|           | Губные | Зубные  | Постальвеолярные | Палатальные | Велярные | Увулярные | Увулярные | Глоттальные |
| Взрывные  | p b p’ | t d t’  |                  |             | k g k’   | (q’)      | ʔ         | ʔ           |
| Аффрикаты |        | ʦ dz ʦ’ | ʧ ʤ ʧ’           |             |          |           |           |             |
| Спиранты  | v      | s z     | ʃ ʒ              |             | x ɣ      | x ɣ       | (h)       | (h)         |
| Носовые   | m      | n       |                  |             |          |           |           |             |
| Плавные   |        | r l     |                  | j           |          |           |           |             |

Примечание: в ячейках с тремя согласными, они расположены в следующем порядке: глухой / звонкий / абруптивный.

### Морфология
У мегрельского существительного выделяется 9 падежей.
В синтаксисе сильнее признаки номинативного строя по сравнению с грузинским языком, где строй — эргативный.

### Словари
- Мингрельскiй языкъ // Кавказскiй толмачъ (Переводчикъ съ русскаго на главнѣйшiе кавказскiе языки) / Составилъ А. В. Старчевскiй. — СПб.: Типографiя И. Н. Скороходова, 1891. — С. 65—93.
- Климов Г. А., Каджаиа О. М. Отв. ред. К. Т. Гадилия. Мегрельско-русско-грузинский словарь. — Москва: Говорун, 2013. — 456 с.
- Чикобава А. С. Чанско-мегрельско-грузинский сравнительный словарь (груз.). — Тбилиси, 1938.